# 195
Het jaar 195 is het 95e jaar in de 2e eeuw volgens de christelijke jaartelling.

## Gebeurtenissen

### Italië
- Keizer Septimius Severus doopt zijn oudste zoon Lucius Septimius Bassianus (Caracalla) om tot Marcus Aurelius Antoninus en roept hem uit tot Caesar.
- Septimius Severus dwingt de Senaat om alsnog de titel divus (goddelijk) toe te kennen aan de door hen vervloekte Commodus.

### Syrië
- Septimius Severus stuurt een strafexpeditie (2 legioenen) door de woestijn naar Mesopotamië, om de Syrische steden Edessa en Nisibis te annexeren.

### Europa
- Clodius Albinus, gouverneur van Britannia, steekt met een expeditieleger Het Kanaal over en landt in Gallië. De Senaat verklaart hem tot "staatsvijand" van Rome.

### Klein-Azië
- Septimius Severus verovert na een beleg van twee jaar Byzantium. Na de inname laat hij de stadsmuren herstellen.

### China
- Keizer Han Xiandi verlaat met zijn hofhouding Chang'an en begint een gevaarlijke reis terug naar de hoofdstad Luoyang.
- De Hunnen bedreigen de Chinese Muur en vallen plunderend de provincie Shanxi binnen.

## Overleden
- Montanus, stichter van het montanisme (waarschijnlijke datum)